# 雨宮智子
雨宮 智子（あめみや ともこ）は、日本の漫画家、イラストレーター

## 来歴・人物
神奈川県出身。
1992年、『FLOWERS』で講談社モーニング 前期コミックオープン入選。

## 作品一覧
- 見つめていたい (講談社 モーニングKC	ISBN 4063284409、1995/11初版)
同作 電子書籍化(ビーグリー)
- ライノ(Rhino) (ソニーマガジンズ バーズコミックス 	ISBN 4789783596、2001/5/29初版)
同作 電子書籍化(ビーグリー)
  - Angie
  - Lady Noel
  - EAST WEST
  - ロレッタがいてくれたら…
  - REWARD -リワード
  - クウォランティーン -四十日間-
  - RHINO -ライノ-
- 虹の彼方に(Over the rainbow) (dex-one.com他オンライン販売 2006/9)
同作 電子書籍化(ビーグリー)
  - RACOON
  - イースター
  - Tin Soldier[前編]
  - Tin Soldier[後編]
  - 夜を救え
  - キャサリン・ホイール<回転花火>
  - TURN! TURN! TURN!
- ジョセフ・マーフィー・インスティテュート編「マンガマーフィー理想の男性と出会える12の法則」(きこ書房 ISBN 4-87771-203-8)
3章分作画担当
- 真夏！怖い話ワースト14 隣に潜む怖い話／伝染する怖い話(講談社 Michao!)
1話担当
- 永遠のラブソング-雨宮智子短編集-全5話(ビーグリー 電子書籍)
- 単行本未収録分
  - FLOWERS (講談社 週刊モーニング 1992年No29 1992前期コミックオープン入選作)
  - 風船男 (講談社 週刊モーニング 1992年No41)
  - Don't worry 貴子(講談社 月刊アフタヌーン 1993年 7月号)
  - ドライブ (講談社 週刊モーニング 1996年No15 コミックオープン秀作シリーズ)
  - 海のあお、糸のしろ (講談社 モーニングOPEN増刊 1996年11月6日号(No23))
  - 洗濯日和 -横浜下町物語- (講談社 モーニング新マグナム増刊 1998年5月20日号(No2))
  - 虹の彼方に OVER THE RAINBOW (Bstreet vol.3/4/5/6/7/8/9 電子書籍にて全収録)
  - 砂男
    - 宙出版 Hiミステリー2003年12月号
    - 音楽誌｢米国音楽｣ CAMP COMICS連載

  - HARVEST -ハーヴェスト- (オフィシャルwebpage "Flip-Side")
  - POSSESSION -ポゼション- (オフィシャルwebpage "Flip-Side")
  - LOGOS -ロゴス- (オフィシャルwebpage "Flip-Side")
  - THE STORY OF THE K's (オフィシャルwebpage "Flip-Side")

## その他
- 銀座「ミレージェギャラリー」2016～2017年 グループ展参加
- グループ同人誌「四人一首」

## 公式サイト
- Flip Side